# Funazushi

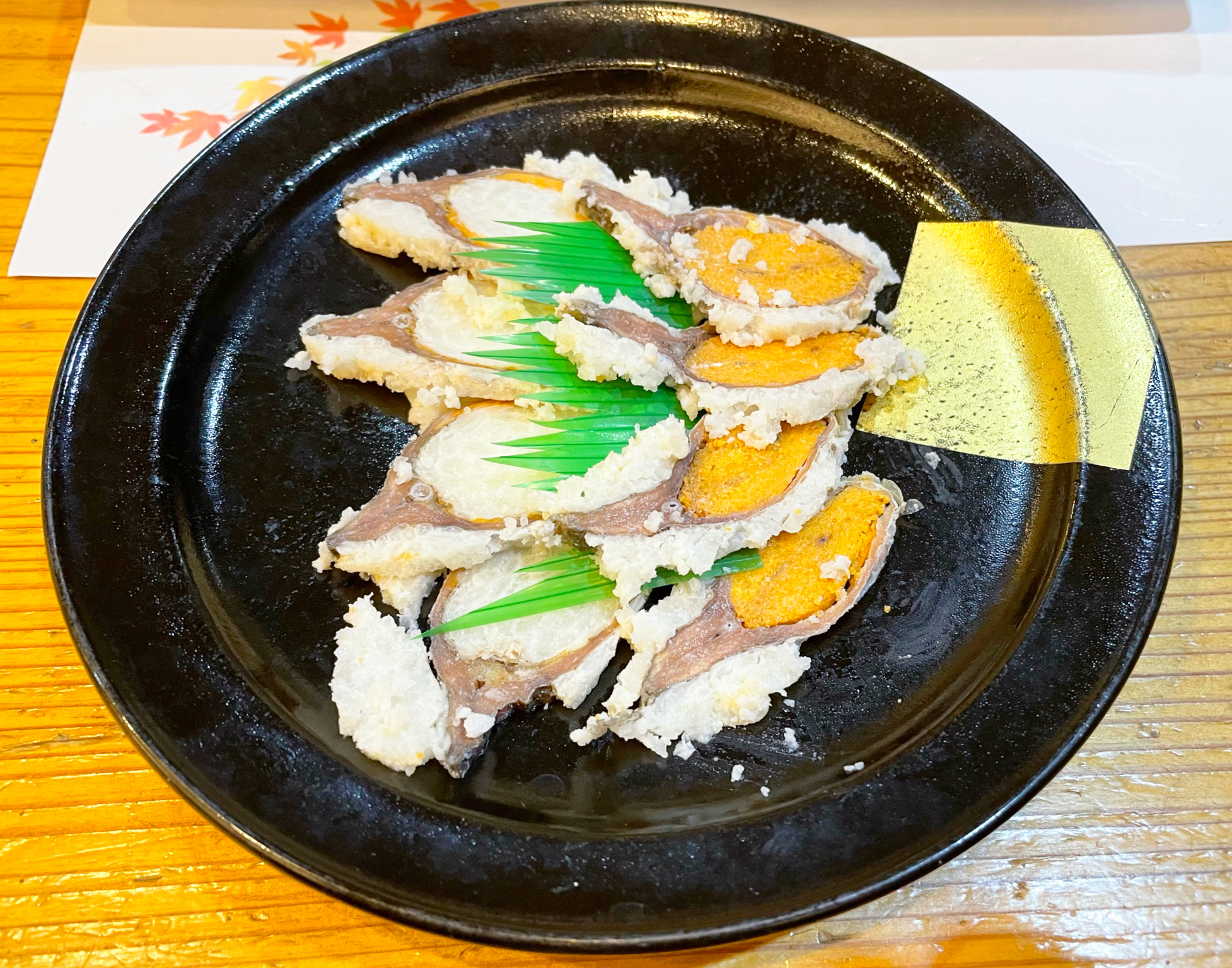
Funazushi

El Funazushi (鮒寿司?) es una especialidad culinaria local (Chinmi) de la cocina japonesa procedente de la Prefectura de Shiga. Emplea un pescado fermentado denominado Nigoro-Buna (Carassius carassius, una variante de las Carpas) procedentes del Lago Biwa.

## Servir
El Funazushi tiene un sabor intenso, el sabor es picante / ácido. Se suele emplear en sopas, tempuras, o cocido con té verde (ochazuke). 

## Platos similares
- Wikimedia Commons alberga una categoría multimedia sobre Funazushi.
- kæst skata – especialidad de Islandia raya fermentada.
- Hákarl – Tiburón fermentado típico de la gastronomía de Islandia.
- Surströmming – pescado fermentado sueco.
- Pla Raa – pescado fermentado de Gastronomía de Tailandia.

- Datos: Q1133945
- Multimedia: Funa-zushi / Q1133945